# Atlantarctia tigrina
Atlantarctia tigrina és una espècie de lepidòpter ditrisi de la família Erebidae, subfamília Arctiinae.
Es troba a la península Ibèrica, sud de França i Itàlia.
Les larves s'alimenten en diverses plantes, incloent espècies de Syringa, Euphorbia i Genista.

## Galeria

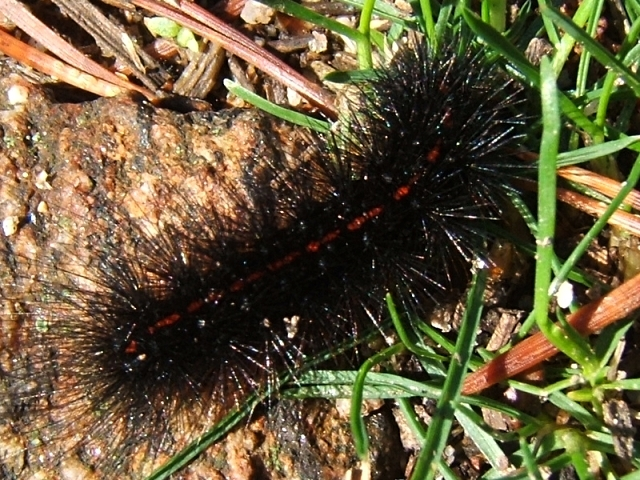
Atlantarctia tigrina larva
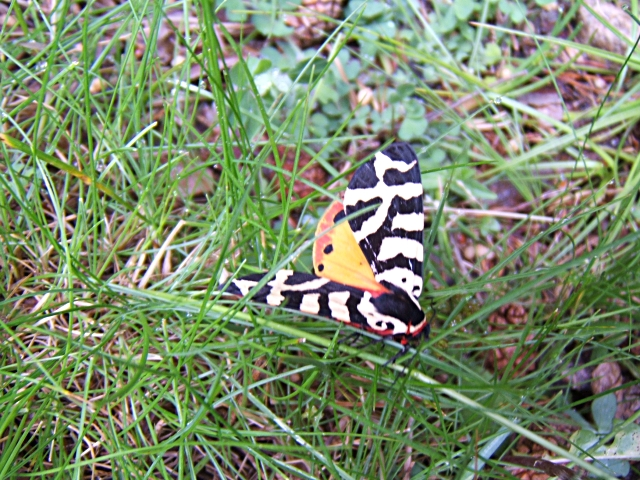
Atlantarctia tigrina